# Heliophila tulbaghensis
Heliophila tulbaghensis är en korsblommig växtart som beskrevs av Schinz. Heliophila tulbaghensis ingår i släktet solvänner, och familjen korsblommiga växter. Inga underarter finns listade i Catalogue of Life.